# Lijian-1
Lijian-1 (vereenvoudigd Chinees: 力箭一号; pinyin: Lìjiàn Yīhào), ook bekent onder zijn vroegere benaming Zhongke-1, ZK-1A (vereenvoudigd Chinees: 中科一号甲; pinyin: Zhōngkē YīHào Jiǎ) en als Kinetica-1, is een draagraket van het Chinese ruimtevaartbedrijf CAS Space.

## Geschiedenis
In november 2024, bij de vijfde lancering, werd voor het eerste een buitenlandse satelliet commercieel meegenomen.